# 鲍姆基兴
鲍姆基兴是奥地利蒂罗尔州因斯布鲁克兰县的一个市镇。总面积4平方公里，总人口1144人，人口密度286.0人/平方公里（2011年）。